# Władysław Studnicki
Władysław Studnicki-Gizbert (ur. 15 listopada 1867 w Dyneburgu, zm. 10 stycznia 1953 w Londynie) – polski polityk i publicysta, członek tymczasowego zarządu Polskiego Skarbu Wojskowego w 1912. Zwolennik współpracy Polski z III Rzeszą.
Brat Wacława Studnickiego, archiwisty wileńskiego.

## Życiorys

### Przed 1918
W młodości uczęszczał do Gimnazjum w Dyneburgu. Od 1887 był studentem Szkoły Handlowej Leopolda Kronenberga. W 1888 r. był jednym z założycieli II Proletariatu, za działalność socjalistyczną aresztowany jesienią 1888, po ośmiu miesiącach śledztwa zesłano go na Syberię. Po powrocie z zesłania w 1896 zamieszkał w Petersburgu, a wkrótce potem w Warszawie. W 1897 wyjechał razem z bratem Wacławem do Wiednia, a następnie osiadł w Heidelbergu. Działał w Związku Zagranicznych Socjalistów Polskich i był członkiem jego władz, tzw. Centralizacji, publikował także w emigracyjnej prasie socjalistycznej, m.in. „Przedświcie”. Stopniowo jednak oddalał się od ruchu socjalistycznego w stronę poglądów bardziej narodowych. W 1901 zamieszkał w Galicji i został najpierw członkiem tamtejszego Stronnictwa Ludowego, a w 1902 Stronnictwa Narodowo-Demokratycznego. W 1903 założył we Lwowie „Tygodnik Lwowski”.

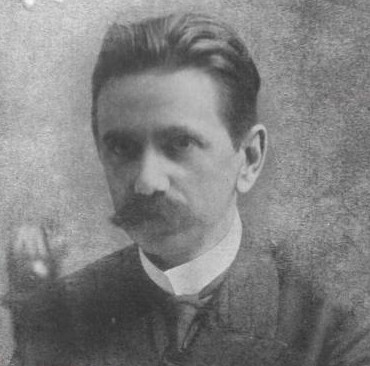
Studnicki w młodości

W 1904 r. wydał zbiór swojej publicystyki Od socjalizmu do nacjonalizmu, gdzie przedstawił przyczyny zmiany swoich poglądów. Ostatecznie rozstał się jednak z ruchem nacjonalistycznym wobec różnic w stosunku do Rosji. W latach 1905–1910 mieszkał głównie w Warszawie, był aktywnym publicystą, będącym w opozycji do prorosyjskiej polityki Romana Dmowskiego. W latach 1906–1908 wykładał ekonomię polityczną na Wydziale Humanistycznym Towarzystwa Kursów Naukowych w Warszawie. W 1910 wydał Sprawę polską, w której głosił potrzebę odbudowy niepodległej Polski przy wsparciu państw centralnych. Wysunął wówczas koncepcję tzw. trializmu, czyli poszerzenia austro-węgierskiej unii realnej o trzeci człon, którym miało być odbudowane państwo polskie. Był zwolennikiem rozbicia Rosji, która zajęła 80% terytorium I Rzeczypospolitej (w granicach z 1772). W ostatnim okresie przed wybuchem I wojny światowej był działaczem Polskiego Skarbu Wojskowego i Komisji Skonfederowanych Stronnictw Niepodległościowych, czynił kroki na rzecz stworzenia politycznej nadbudowy dla polskich organizacji paramilitarnych. Do idei tej, w 1912 r., starał się przekonać płk. Tadeusza Rozwadowskiego, w późniejszym czasie jedynego generała Polaka w służbie austriackiej, który nawiązał kontakty z polskim ruchem strzeleckim. Członek Wydziału Finansowego Komisji Tymczasowej Skonfederowanych Stronnictw Niepodległościowych. Po klęskach armii austro-węgierskiej jesienią 1914 stał się jednym z najwybitniejszych przedstawicieli orientacji proniemieckiej. 10 maja 1916 spotkał się z generał-gubernatorem Hansem von Beselerem, któremu przedłożył projekt powołania niepodległej Polski, ze wschodnią granicą na Dźwinie i Berezynie, z zachowaniem zachodniej granicy Królestwa Polskiego z Niemcami z 1815. 21 lipca 1916 założył Klub Państwowców Polskich. Nazywany był jednym ze współautorów aktu 5 listopada, który obiecywał utworzenie państwa polskiego. W grudniu 1916 wszedł do 25-osobowej Tymczasowej Rady Stanu dzięki poparciu okupacyjnych władz niemieckich, został z niej wykluczony w sierpniu 1917. Do końca wojny popierał ekspansję przyszłego państwa polskiego na wschód w sojuszu z Niemcami. W 1918 był zaangażowany w rozmowy o obsadzeniu tronu polskiego przez księcia saskiego Christiana. Mianowany członkiem Rady Stanu w 1918 roku.

### II Rzeczpospolita
W II Rzeczypospolitej pracował jako naczelnik Wydziału Statystycznego Cywilnego Zarządu Ziem Wschodnich (1919–1921), konsultant w Ministerstwie Przemysłu i Handlu (1922–1926), konsultant w Ministerstwie Spraw Zagranicznych (1928–1930), wykładowca w Instytucie Nauk Handlowo-Gospodarczych w Wilnie (1930–1934). Przede wszystkim jednak był aktywnym publicystą, autorem wielu książek i artykułów prasowych, poświęconych m.in. współpracy polsko-niemieckiej, krajom bałtyckim, m.in. w 1935 opublikował książkę System Polityczny Europy a Polska, w której postulował stworzenie bloku państw środkowoeuropejskich opartego na Polsce i Niemczech. W 1935 i 1938 r. kandydował bez powodzenia w wyborach do Sejmu RP.
Jego książka Sprawa polsko-żydowska przedstawiała polskich Żydów jako „pasożyty na zdrowej gałęzi polskiego drzewa” i proponowała stopniowe wysiedlanie polskich Żydów w liczbie stu tysięcy na rok. Postulował również stworzenie polskiego protektoratu w Palestynie, do którego mieliby przeprowadzać się wysiedleni polscy Żydzi.
W 1924 roku poślubił Alinę Brylińską, lektorkę języka angielskiego na Uniwersytecie Wileńskim. W momencie ślubu Studnicki miał 57 lat, a jego żona 38. W roku 1926 urodził się ich jedyny syn, Konrad.
1 lipca 1928 został wybrany członkiem komisji rewizyjnej założonego wówczas Związku Sybiraków. W 1938 wydał książkę Kwestia Czechosłowacji a Racja Stanu Polski.
W 1936 roku został zaproszony na zjazd NSDAP w Norymberdze przez Rudolfa Hessa. Studnicki miał wtedy okazję spotkać się z Hitlerem i odbyć kilkugodzinną rozmowę z Joachimem von Ribbentropem.
W związku z dynamiką wydarzeń międzynarodowych (wkroczenie wojsk niemieckich do Czech, otoczenie Słowacji niemieckim protektoratem oraz aneksja Kłajpedy przez Niemcy) Studnicki nawoływał do spokoju, pomimo podkreślania, że Niemcy popełniły w ten sposób błąd polityczny i mogą zrazić w ten sposób do siebie resztę państw Europy Środkowo-Wschodniej i wepchnąć je w „angielską pułapkę”. 13 kwietnia wysłał list do ministra Józefa Becka, w którym przekonywał o tym, że związanie się z Wielką Brytanią będzie miało dla Polski fatalne konsekwencje. Zapewniał w nim ministra Becka, że:
Uchronienie Polski przed samobójczym uczestnictwem w wojnie historia poczytywać będzie Panu, Panie Ministrze, za zasługę.
W czerwcu 1939, w związku z obawami o kurs przyjętej przez rząd Rzeczypospolitej polityki zagranicznej, Studnicki wydał Wobec nadchodzącej drugiej wojny światowej, w której prognozował m.in. izolowaną wojnę Polski z Niemcami i niewykonanie zobowiązań sojuszniczych wobec RP przez Wielką Brytanię i Francję. Jednocześnie apelował o nawiązanie porozumienia z Niemcami polegającego na zachowaniu zbrojnej neutralności w przypadku wojny Niemiec z Francją i Wielką Brytanią, która miałaby polegać przede wszystkim na nieprzepuszczeniu ewentualnych wojsk sowieckich idących na pomoc aliantom zachodnim. Wskazywał w niej na nieprzygotowanie do wojny zarówno Francji, jak i Wielkiej Brytanii, a wojnę z Niemcami uważał za niebezpieczną z powodu ryzyka ataku Związku Sowieckiego oraz okoliczności geograficznych (wojna pozycyjna na zachodzie, manewrowa na wschodzie, co nawet przy neutralności ZSRR będzie oznaczało okupację niemiecką części terytorium Polski, a najpewniej przegraną z powodu odcięcia Śląska – głównego rejonu poboru mocy oraz produkcji wojennej).
Książka została pozbawiona debitu w Polsce, a jej nakład skonfiskowany w dniu, gdy książki były drukowane w drukarni. Jako protest Studnicki napisał list do ministra Józefa Becka z prośbą, aby ten raczył książkę przeczytać i cofnąć konfiskatę. Gdy to nie przyniosło efektu, Studnicki zdecydował się zaskarżyć sprawę w sądzie. W trakcie procesu bronił każdego argumentu użytego w swojej książce przed wyimaginowanymi zarzutami pod którymi została dokonana konfiskata. Po latach Studnicki zapisał w pamiętniku:
Polska jest niepodległa, lecz dla zachowania swej niepodległości winna być wolna, winna korzystać ze swobody dyskusji, w sprawach zasadniczych, w sprawach polityki zagranicznej. Gdy mówiłem o niebezpieczeństwie sowieckim, o losie ziem wschodnich w razie wojny, a co za tem idzie o opanowaniu ich przez Sowiety, nie wytrzymały mi nerwy. Rozpłakałem się. Wiem, że moja mowa sprawiła duże wrażenie, prokurator nie przytaczał żadnych argumentów contra, tylko twierdził, że podtrzymuje konfiskatę.
Po latach sędzia prowadzący sprawę wyznał, że polecenie konfiskaty było bezpośrednim nakazem premiera i miał on w związku z tym związane ręce.
Sierpień 1939 roku Studnicki spędził w Rabce, dokąd pojechał, aby odwiedzić swojego syna Konrada. Po latach zapisał, że był to najcięższy okres w jego życiu, gdy słuchał maszerujących oddziałów idących nad granicę.

### II wojna światowa
23 listopada 1939 skierował do władz III Rzeszy Memoriał w sprawie odtworzenia Armii Polskiej i w sprawie nadchodzącej wojny niemiecko-sowieckiej, w którym postulował odtworzenie Wojska Polskiego, które w sojuszu z Wehrmachtem miało walczyć w wojnie przeciwko Związkowi Radzieckiemu.
20 stycznia 1940 napisał w Warszawie i wystosował Memoriał dla Rządu Niemieckiego w sprawie polityki okupacyjnej w Polsce, w którym protestował przeciwko nazistowskim metodom terroru i oskarżał niemieckie władze o popełnianie zbrodni w Polsce. Wyjechał do Berlina i z memoriałem dotarł do Goebbelsa. Jednak został aresztowany przez Gestapo, po czym internowany w sanatorium w Neubabelsbergu. Zwolniono go po klęsce Francji. W sierpniu 1940 powrócił do Warszawy, utrzymywał kontakty z władzami okupacyjnymi, które wykorzystywał także do krytyki działań niemieckich wobec Polaków oraz do interwencji, niejednokrotnie skutecznych, w sprawach osób uwięzionych. 10 lipca 1941 ponownie aresztowany przez Gestapo; uwięziony na Pawiaku. Został zwolniony w wyniku interwencji Maurycego Stanisława Potockiego 15 sierpnia 1942. W dalszym ciągu propagował ideę polsko-niemieckiej współpracy politycznej i wojskowej. W lipcu 1944 wyjechał na Węgry, następnie do Austrii, gdzie wciąż apelował do władz hitlerowskich o mobilizację Polaków i ich zwolnienie z obozów koncentracyjnych.
W 1945 r. zamieszkał w Rzymie, a pod koniec 1946 w Londynie. Izolowany w środowiskach emigracyjnych z uwagi na bezkompromisowość w głoszeniu niepopularnych poglądów, co pogłębiła jeszcze decyzja o zgłoszeniu się na świadka obrony w procesie feldmarszałka Ericha von Mansteina (1948), nie doszło jednak do wezwania go na salę rozpraw.

### Po wojnie
Wszystkie jego utwory objęte były w 1951 roku zapisem cenzury w Polsce, podlegały natychmiastowemu wycofaniu z bibliotek. Przed śmiercią opublikował wspomnienia z okresu II wojny światowej Tragiczne Manowce, gdzie próbował wyjaśnić swoje proniemieckie stanowisko, jakie zajmował przed wojną.
Władysław Studnicki został pochowany 17 stycznia 1953 roku na rzymskokatolickim cmentarzu St. Mary’s w Kensal Green, w północno-zachodnim Londynie (numer grobu 89 GK).

## Publikacje
- Pisma wybrane, Tom 1 Z przeżyć i walk, Toruń 2001, Wyd. Adam Marszałek, ISBN 83-7174-554-0.
- Pisma wybrane, Tom 2 Polityka międzynarodowa Polski w okresie międzywojennym, Toruń 2009, Wyd. Adam Marszałek, ISBN 83-7322-288-X.
- Pisma wybrane, Tom 3 Ludzie, idee i czyny, Toruń 2000, Wyd. Adam Marszałek, ISBN 83-7174-610-5.
- Pisma wybrane, Tom 4 Tragiczne manowce. Próby przeciwdziałania katastrofom narodowym 1939–1945, Toruń 2002, Wyd. Adam Marszałek, ISBN 83-7322-289-8.
- O przymierze z Niemcami, Kraków 2019, Wydawnictwo Universitas
- Wobec nadchodzącej drugiej wojny światowej, Kraków 2018, Wydawnictwo Universitas